# سانتا في، بارانا
سانتا في، بارانا بلدية في ولاية بارانا في المنطقة الجنوبية من البرازيل.